# 肖恩·帕内尔
肖恩·帕内尔（英语：Sean R. Parnell，1962年11月19日—），美国政治人物。前阿拉斯加州州长，2009年7月26日上任，2014年連任失敗。

## 生平
1962年，肖恩·帕内尔生于美国加州汉福德。1992年，当选为阿拉斯加州众议院议员。1996年，当选阿拉斯加州参议院议员。